# 欧比尔
欧比尔（法語：Aubure，法語發音：[obyʁ] ⓘ）是法国上莱茵省的一个市镇，属于科尔马-里博维莱区。

## 地理
欧比尔（48°11'50"N, 7°13'17"E）面积4.9 平方千米，位于法国大東部大區上莱茵省，该省份为法国东部内陆省份，是阿尔萨斯的一部分，今与下莱茵省组成了阿尔萨斯欧洲集体，其北临下莱茵省，西接孚日省，西南接贝尔福地区省，东侧沿莱茵河与德国相望，南与瑞士接壤。
与欧比尔接壤的市镇（或旧市镇、城区）包括：里博維萊、圣玛丽欧米讷、弗雷朗、里克维尔、凯瑟斯贝格-维尼奥布勒。
欧比尔的时区为UTC+01:00、UTC+02:00（夏令时）。

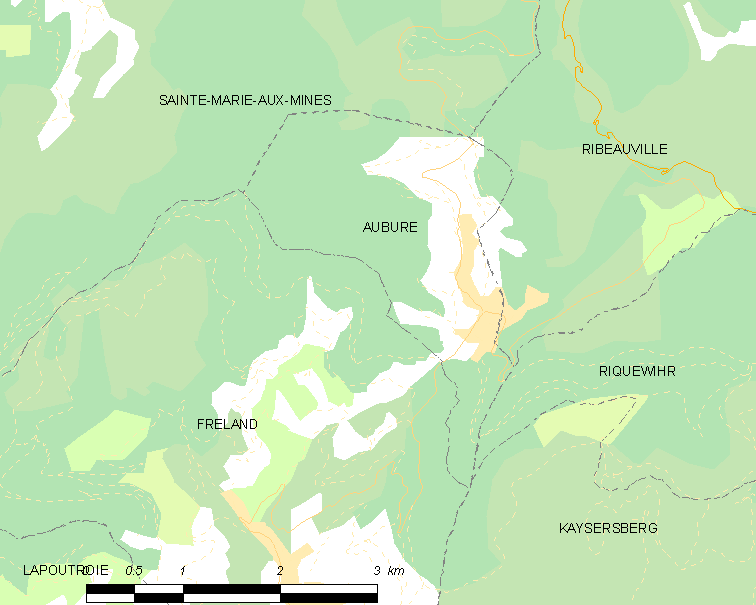
欧比尔的OSM定位图

## 行政
欧比尔的邮政编码为68150，INSEE市镇编码为68014。

## 政治
欧比尔所属的省级选区为圣玛丽欧米讷县。

## 人口

1962-2008年间欧比尔人口变化图示

欧比尔于2022年1月1日时的人口数量为357人。